# 소련의 국장

소련의 국장 (1956년 ~ 1991년)

소련의 국장은 1923년에 처음 제정되었으며 소련이 해체되었던 1991년까지 사용되었다.
국장 가운데에는 지구를 배경으로 금색 낫과 망치가 그려져 있으며 지구 아래쪽에는 떠오르는 금색 태양이, 지구 위쪽에는 빨간색 별이 그려져 있다.
국장 양쪽을 밀 이삭이 감싸고 있으며 빨간색 리본이 이를 묶고 있다. 빨간색 리본에는 소련의 표어인 "만국의 노동자여, 단결하라!"라는 문구가 15개 공화국의 언어로 쓰여져 있는데 다음과 같이 쓰여져 있다.
| 왼쪽                                                 | 가운데                                                  | 오른쪽                                             |
| 투르크멘어: Әхли юртларың пролетарлары, бирлешиң!    |                                                         | 에스토니아어: Kõigi maade proletaarlased, ühinege! |
| 타지크어: Пролетарҳои ҳамаи мамлакатҳо, як шавед!    | 아르메니아어: Պրոլետարներ բոլոր երկրների, միացե'ք!      |                                                    |
| 라트비아어: Visu zemju proletārieši, savienojieties! | 키르기스어: Бардык өлкөлөрдүн пролетарлары, бириккиле!  |                                                    |
| 리투아니아어: Visų šalių proletarai, vienykitės!     | 몰도바어: Пролетарь дин тоатe цэриле, уници-вэ!         |                                                    |
| 조지아어: პროლეტარებო ყველა ქვეყნისა, შეერთდით!      | 아제르바이잔어: Бүтүн өлкәләрин пролетарлары, бирләшин! |                                                    |
| 우즈베크어: Бутун дунё пролетарлари, бирлашингиз!    | 카자흐어: Барлық елдердің пролетарлары, бірігіңдер!     |                                                    |
| 우크라이나어: Пролетарі всіх країн, єднайтеся!       | 벨라루스어: Пралетарыі ўсіх краін, яднайцеся!           |                                                    |
|                                                      | 러시아어: Пролетарии всех стран, соединяйтесь!          |                                                    |

## 역대 소련의 국장

소련의 국장 (1923년 ~ 1936년)
소련의 국장 (1936년 ~ 1946년)
소련의 국장 (1946년 ~ 1956년)
소련의 국장 (1956년 ~ 1991년)

## 같이 보기
- 소련의 국기
- 소련의 공화국의 국장